# Новая Казанка (Оренбургская область)
Новая Казанка — село в Бузулукском районе Оренбургской области. Входит в состав сельского поселения Подколкинский сельсовет.

## География
Находится на расстоянии примерно 25 километров по прямой на северо-восток от города Бузулук.

## История
Село основано в 1761 году  офицером Карловым. Последним помещиком в селе был Поздюрин. Название Карловка употреблялось до революции. После стали называть Казанкой в честь религиозного праздника – Казанской Божьей Матери (в селе была церковь и церковно-приходская школа). В советские годы работал колхоз им. К.Маркса. 

## Население
Население составляло 188 человек в 2002 году (90% русские), 165 по переписи 2010 года.